# Pics de la Font Sancte
De Pics de la Font Sancte is een 3385 meter hoge berg in de Franse Alpen. Het is het hoogste punt van de Queyrasstreek en van het zogeheten Escreins-massief.
De berg vormt het einde van het Val d'Escreins, dat ten zuidoosten van Guillestre begint. De top bestaat uit twee aparte pieken: een noordelijke (3385 m) en een zuidelijke (3371 m). De noordelijke piek vormt het tripelpunt van de waterscheiding tussen de Queyras (vallei van Ceillac) in het noorden, het Val d'Escreins het westen en de vallei van de Ubaye in het zuidoosten.
In de Italiaanse SOIUSA-classificatie behoort de Pics de la Font Sancte tot de Parpaillon-massief en wordt deze gerekend tot de zuidelijke Cottische Alpen of Alpi del Monviso. De Franse classificatie hanteert een beperktere beschrijving van de Cottische Alpen en van het Parpaillon-massief en deelt de Pics de la Fonte Sancte in bij het aparte Escreinsmassief.